# Машербрум (хребет)
35°37′43″ пн. ш. 76°19′49″ сх. д. / 35.62861° пн. ш. 76.33028° сх. д.
Гори Машербрум (урду ما شربرم پہاڑیاں) — гірський хребет, піддіапазон гірського хребта Каракорум в районі Ганче, регіон Балтистан у провінції Гілгіт-Балтистан на півночі Пакистану.

## Географія
Гори Машербрум розташовані на південній стороні льодовика Балторо. Південна сторона хребта, в басейні річки Інд, дренується річкою Гуше.
Хоча гори Машербрум не такі відомі, як гори Балторо-Музтаг, які лежать через льодовик Балторо, вони містять одні з найвищих вершин світу (найвища з них однойменна вершина Машербрум, 7821 м). Ці гори приваблюють альпіністів з усієї планети своєю красою та складністю підкорення.

## Найвищі вершини
Нижче наведена таблиця піків гір Машербрум, висота яких перевищує 7200 м і які мають відносну висоту вершини понад 500 метри. (Це загальноприйнятий критерій для того, щоб піки з такими параметрами вважалися незалежними).
| № за/п. | Гора           | Висотам | Відносна висота, м | Батьківська гора | Перше сходження | Підйоми (спроби) | Координати                                                                      |
| ------- | -------------- | ------- | ------------------ | ---------------- | --------------- | ---------------- | ------------------------------------------------------------------------------- |
| 1       | Машербрум      | 7821    | 2457               | Гашербрум І      | 1960            | 4 (9)            | 35°38′24″ пн. ш. 76°18′21″ сх. д. / 35.64000° пн. ш. 76.30583° сх. д.           |
| 2       | Чоголіза       | 7665    | 1624               | Машербрум        | 1975            | 4 (2)            | 35°36′38″ пн. ш. 76°34′28″ сх. д. / 35.61056° пн. ш. 76.57444° сх. д.           |
| 3       | Балторо-Кангрі | 7312    | 1040               | Чоголіса         | 1976            | 1 (0)            | 35°38′52.69″ пн. ш. 76°40′11.1″ сх. д. / 35.6479694° пн. ш. 76.669750° сх. д.   |
| 4       | Балтистан (K6) | 7282    | 1962               | Чоголіса         | 1970            | 1 (3)            | 35°25′00″ пн. ш. 76°33′03″ сх. д. / 35.41667° пн. ш. 76.55083° сх. д.           |
| 5       | Манду Кангрі   | 7127    | 627                | Машербрум        | 1988            | 1                | 35°38′53.98″ пн. ш. 76°16′48.64″ сх. д. / 35.6483278° пн. ш. 76.2801778° сх. д. |
| 6       | Лінк-Сар       | 7041    | 1021               | Балтистан        | 2019            | 1 (6)            | 35°27′4″ пн. ш. 76°35′39″ сх. д. / 35.45111° пн. ш. 76.59417° сх. д.            |
| 7       | К7             | 6934    | 784                | Лінк-Сар         | 1984            | 2                | 35°27′50.96″ пн. ш. 76°34′36.22″ сх. д. / 35.4641556° пн. ш. 76.5767278° сх. д. |
| 8       | Гондогоро Рі   | 6810    | 1330               | Єрманенду        | 1984            |                  | 35°40′19.57″ пн. ш. 76°24′20.89″ сх. д. / 35.6721028° пн. ш. 76.4058028° сх. д. |
| 9       | Біарчеді       | 6781    | 561                | Гондогоро Рі     | 1984            |                  | 35°41′18″ пн. ш. 76°23′55″ сх. д. / 35.68833° пн. ш. 76.39861° сх. д.           |
| 10      | Капура         | 6544    | 364                | Балтистан (K6)   |                 |                  | 35°25′46″ пн. ш. 76°30′36″ сх. д. / 35.42944° пн. ш. 76.51000° сх. д.           |
| 11      | Дріфіка        | 6447    |                    | Капура           |                 |                  | 35°25′31″ пн. ш. 76°27′26″ сх. д. / 35.42528° пн. ш. 76.45722° сх. д.           |
| 12      | Лайла Пік      | 6096    | 188                | Гондогоро Рі     | 1987            | 6                | 35°35′30″ пн. ш. 76°24′37″ сх. д. / 35.59167° пн. ш. 76.41028° сх. д.           |
| 13      | Пік Мітра      | 6015    | 715                | Марбл-пік        | 1980            |                  | 35°43′25″ пн. ш. 76°30′3″ сх. д. / 35.72361° пн. ш. 76.50083° сх. д.            |

Піки гірського хребта Машербрум надзвичайно важкодоступні для сходження. Більшість із них були вперше підкорені лише у 1970-ті роки та пізніше, тобто на два десятиліття пізніше підкорення восьмитисячників.